# Aphex Twin
Richard David James (* 18. August 1971 in Limerick), bekannt unter seinem Pseudonym Aphex Twin, ist ein irisch-britischer Musiker, DJ und Labelinhaber (Rephlex Records). Er veröffentlichte auch unter weiteren Pseudonymen wie AFX, Caustic Window und Polygon Window. James gilt als einer der bedeutendsten Vertreter der Electronica-Szene.

## Die Person
Richard D. James kam 1971 als zweiter Sohn von Lorna und Derek James im Limerick Regional Hospital zur Welt. Sein älterer Bruder Richard James starb bei der Geburt. Seine Eltern gaben James den Namen seines verstorbenen Bruders, ergänzt um den zweiten Vornamen David.
Zusammen mit seinen beiden Schwestern wuchs er auf der britischen Halbinsel Cornwall auf. Seine Schwester Julie James ist Politikerin der Welsh Labour Party. In Cornwall begann er später auch seine musikalische Karriere als DJ in den örtlichen Clubs. So war er bereits als Teenager DJ im Shire Horse in St Ives und legte zusammen mit Tom Middleton im Bowgie Inn in Crantock, Newquay auf.
James gilt als eigenwilliger und etwas verschrobener Exzentriker. Er gibt nur ungern Interviews und die Aussagen, die er in ihnen macht, widersprechen sich häufig. Deswegen ist der Wahrheitsgehalt vieler biographischer Fakten stark umstritten. So entpuppten sich viele der dargestellten Eigenwilligkeiten als reine Gerüchte, die nach Medienberichten auftauchten, etwa dass er in einer umgebauten Bank lebt und ein gepanzertes Spähfahrzeug besitzen soll.
Aus seiner ersten Ehe gingen zwei Söhne hervor. James ist in zweiter Ehe verheiratet und lebt mit seiner Frau und seinen beiden Söhnen in Schottland nahe Glasgow.

## Musik
Seine ersten Musikstücke produzierte er angeblich bereits mit 10 Jahren mit Hilfe eines präparierten Klaviers und eines Tonbandgeräts. Anfang der 90er Jahre veröffentlichte James die Alben „Selected Ambient Works 85–92“, „Selected Ambient Works Vol. II“ und „Surfing On Sine Waves“ (als Polygon Window). Die britische Musikzeitschrift Melody Maker bezeichnete ihn daraufhin als „Mozart des Techno“. Er sieht in seinen Kompositionen eher Bezüge zum Werk Erik Saties.
Die Inspiration für einige seiner Musikstücke kam ihm nach eigener Aussage während luzider Träume.
Die Musik von Aphex Twin lässt sich nicht auf einen bestimmten Stil festlegen. Bekannt wurde Aphex Twin mit seinen frühen Ambient-Stücken. Andere seiner Werke sind der Intelligent Dance Music, dem Techno oder dem Drill 'n Bass zuzuordnen. Drill ‘n Bass, deutsch etwa: den Bass bohren, ist eine speziell auf ihn zugeordnete Stilbezeichnung. Viele Stücke bestehen aus einfachen Melodien, ungewöhnlichen Klängen, begleitet von sehr detaillierten Schlagzeug-Arrangements. Diese Qualität wurde speziell auf „Drukqs“ und „Hangable Auto Bulb“ deutlich.
In seinen Remixes von Stücken anderer Künstler zerstört er das musikalische Ausgangsmaterial oft vollkommen, zum Beispiel bei den Die Fantastischen Vier. Den Remix von Nine Inch Nails produzierte er mit den Originalsamples, ohne aber je die ursprüngliche Komposition gehört zu haben. Für die Gitarrenrock-Band Lemonheads lieferte er ein Stück ab, das er als Remix bezeichnete; in Wirklichkeit hatte er den Abgabetermin für den Remix versäumt.
Seinem Ruf als kreativem Soundbastler gerecht werdend, enthielten die Lieder der „Windowlicker EP“ versteckte Muster und ein Bild von James mit seinem typischen Grinsen. Darstellen kann man diese eingebetteten bildlichen Informationen mit einem Programm, welches das Frequenzspektrum visualisiert.
Der Musik von Aphex Twin wurde wiederholt ein Bezug zum Konsum von Drogen unterstellt, den Richard James selbst aber als sehr gering einschätzt, wie er in einem Interview mit der Zeitschrift Frontpage feststellte:

„... ich versuche, diesen Aspekt möglichst minimal zu halten ... Making tracks when you are tripping is almost a complete waste of time  ...“

Ähnlich äußerte er sich in der britischen Zeitschrift The Guardian:

„Ich wollte das mit den Drogen nie an die große Glocke hängen, weil ich nicht glaube, dass die das verdienen. Es ist bloß etwas, was du machen willst. Ich komm höchstwahrscheinlich so rüber nach dem Motto, "Ja, Acid und Gras sind super". Aber sowas denk ich nicht, absolut nicht. Und wenn ich es tun würde, würde ich es nicht in Interviews preisgeben. Außerdem bin ich nie unter Drogeneinfluss, wenn ich Musik mache. Immer wenn ich es gemacht habe, war es totaler Müll. Es ist ein sehr diszipliniertes Ding, Musik machen. Wenn du auf Drogen bist, bist du bloß gefickt. Man könnte so nie einen Track auf die Kette kriegen. Wenn ich stoned bin, geh ich ins Bett“

Im Jahr 1995 kritisierte der deutsche Avantgarde-Komponist Karlheinz Stockhausen Aphex Twins Komposition „Alberto Balsam“ als eintönig.
Nach der Veröffentlichung des Albums „Drukqs“ im Jahr 2001 hatte James für drei Jahre kaum neues Material veröffentlicht. Während dieser Zeit erschienen nur die „26 Mixes for Cash“ betitelte Sammlung bereits veröffentlichter Remixe sowie drei neue Remixe unter dem Pseudonym AFX. Im Frühjahr 2005 kam die erste von insgesamt 11 geplanten Veröffentlichungen einer „Analord“ betitelten Serie heraus. Die zuerst und in einer Album-Box veröffentlichten Analord 10 war auf 1000 Stück limitiert. Im April 2006 erschien mit „Chosen Lords“ eine Compilation der Analords-Serie als CD.
Im April 2014 wurde eine der vier zuvor im Besitz von Richard James, Chris Jeffs, Grant Wilson-Claridge und Mike Paradinas befindlichen Testpressungen des 1994 produzierten Caustic-Window-Albums bei Discogs zum Verkauf angeboten. Mit Erlaubnis von Rephlex Records und James wurde durch James E. Thomas, den Betreiber des englischsprachigen Musikforums We Are The Music Makers, eine Kickstarter-Kampagne ins Leben gerufen, bei der 4.124 Unterstützer den Kaufpreis von 67.424 US-Dollar aufbrachten und dafür im Gegenzug eine Digital-Kopie des Albums erhielten. Die originale Schallplatte wurde im Anschluss bei eBay für 46.300 US-Dollar vom Minecraft-Entwickler Markus Persson ersteigert und das Geld z. T. für wohltätige Zwecke gespendet.
Nach einer fast 10-jährigen Veröffentlichungspause begann im August 2014 eine Marketingkampagne für ein neues Aphex-Twin-Album. Zunächst flog ein mit dem Aphex Twin-Logo und der Zahl „2014“ gestaltetes Blimp über London. Kurz darauf postete Aphex Twins Twitter-Account einen Tor-Link, unter dem sich die Tracklist des neuen Albums und weitere Details abrufen ließen. Das Album Syro erschien am 19. September 2014 auf dem Label Warp Records. Bereits zwei Wochen zuvor war die Single „minipops 67 [120.2]“ veröffentlicht worden. Mit dem Album erreichte er nicht nur erstmals die Top 10 der britischen Musikcharts, sondern war auch in weiteren europäischen Ländern erfolgreich und kam auf Platz 11 der US-Albumcharts. Bei den Grammy Awards 2015 wurde Syro als bestes Dance-/Electronicalbum ausgezeichnet.
Schon im Januar 2015 folgte mit Computer Controlled Acoustic – Pt 2 eine EP mit neuen Musikstücken. Zur gleichen Zeit begann ein anonymer Nutzer, unter den Namen user487363530, user4873635301 und user48736353001 mit der Veröffentlichung von 173 Musikstücken auf Soundcloud. Der Account wurde von Aphex Twins Twitter-Account verlinkt. In Fankreisen war man sich schnell einig, dass die Stücke Outtakes seiner Produktionen aus den 1990er Jahren waren. Philip Sherburne schrieb in einem Artikel für Pitchfork, dass „die Markenzeichen der Produktionen an spezifische Zeitpunkte in James' Katalog erinnern ... man hört die gleichen Maschinen, die selben Prozesse, und vor allem die gleichen Ideen – wenn das nicht James ist, dann ein Musiker der ihm in jeder Hinsicht ebenbürtig ist, und wie wahrscheinlich ist es schon, dass so jemand für all diese Jahre unentdeckt blieb?“ Mike Paradinas bestätigte, dass einige Stücke von James wären und er ihm diese bereits vor Jahren vorgespielt hätte.
Am 6. Mai 2015 wurde der größte dieser Soundcloud-Accounts mit über 200 Tracks ohne irgendeine Erklärung gelöscht. Zwei Tage später wurden die Tracks vom Account user18081971 wieder hochgeladen. Der neue Nutzername nimmt Bezug auf James' Geburtsdatum, den 18. August 1971.
Anfang Juni 2016 kündigte James mit einem Poster die Cheetah EP mit sieben teils neuen Tracks an, welche am 8. Juli 2016 erschienen ist.
Im August 2018 enthüllte James mit mysteriösen 3D-Plakaten in der Londoner U-Bahn-Station Elephant & Castle, dass am 14. September 2018 eine neue EP namens Collapse erscheinen wird. Am 7. August erschien die erste Single T69 Collapse, begleitet von einem Musikvideo des Animationskünstlers Weirdcore. Der Radiosender ByteFM nannte T69 Collapse ein „gewohnt hirnverknotendes Stück Breakcore, in dem sich zerstückelte Drums und Synthesizer in schwindelerregende Höhen schrauben“.

## Kommerzieller Erfolg
Einem breiteren Publikum wurde Aphex Twin vor allem durch die ungewöhnlichen und teilweise verstörenden Musikvideos zu „Windowlicker“ und „Come to Daddy“ bekannt, die in Zusammenarbeit mit dem Regisseur Chris Cunningham entstanden. Bereits vor diesen Veröffentlichungen war Aphex Twin mehrfach in den britischen Charts vertreten, so 1992 mit einem Re-Release seines Stückes „Didgeridoo“ und 1993 mit der Single „On“, welche Platz 32 der britischen Charts erreichte. Insgesamt hatten sich seine Veröffentlichungen über Warp Records nach Angaben von Steve Beckett Stand 2009 etwa eine Million Mal verkauft. Seine sonstigen Veröffentlichungen sind oft in geringen Auflagen hergestellt worden und somit relativ unbekannt geblieben, zahlreiche Songs waren auch Achtungserfolge in der Electronica-Szene und teilweise Underground-Hits, ohne dabei einem größeren Publikum bekannt zu werden.
1999 erhielt Aphex Twin gemeinsam mit Chris Cunningham den Prix Ars Electronica in der Kategorie digital musics.

## Pseudonyme
Sein Künstlername Aphex Twin bezieht sich auf die Firma Aphex Systems (Produzent von Effektgeräten). Mehrere von James Veröffentlichungen enthalten in den Linernotes den Hinweis „Aphex is a registered trademark of Aphex Systems Limited and is used by permission“. Der zweite Teil des Pseudonyms mit dem englischen Begriff für einen Zwilling ist ein Hinweis auf Richards älteren Bruder gleichen Namens. Dieser verstarb bei der Geburt 1968. James' Eltern gaben ihrem zweitgeborenen Sohn den gleichen Namen. James veröffentlicht auch unter zahlreichen weiteren Pseudonymen:
- AFX
- Caustic Window
- Polygon Window
- Bradley Strider
- The Dice Man (nur für ein Stück)
- GAK
- Power-Pill
- Q-Chastic
- Soit-P.P. (nur für ein Stück)
- Blue Calx (nur für ein Stück)
- Analord

Aphex-Twin-Logo

- The Tuss (The Tuss wird auf der offiziellen BMI Seite „James, Richard David“ zugeordnet[28])
- user48736353001

Zusammen mit Mike Paradinas (µ-ziq) veröffentlichte James unter dem Projektnamen Mike & Rich 1996 das Album „Mike & Rich“. Der Album-Subtitel „Expert Knob Twiddlers“ wird gelegentlich und irrtümlich als Albumname verwendet.
Gemeinsam mit Mike Dred veröffentlichte er unter dem Namen Universal Indicator ab 1992 diverse EPs und ein Compilation-Album auf Rephlex Records.
Zu James' musikalischen Weggefährten zählen neben Mike Paradinas der ebenfalls in Cornwall aufgewachsene Musiker Luke Vibert. Seit Ende der 1990er Jahre fördert James auf seinem Label Rephlex Records unter anderem die Künstler Tom Jenkinson (Squarepusher), Michael C. Cullen (Mike Dred) und Chris Jeffs (Cylob). Mit Squarepusher produzierte er den Titel „Freeman Hardy & Willis Acid“, welcher auf der Warp Compilation „wap100 – we are reasonable People“ erschien. Einige von James' frühen EPs sowie sein Debütalbum Selected Ambient Works 85–92 erschienen auf dem belgischen Label R&S Records bzw. dessen Sublabel Apollo Records. Später wechselte er zu Warp Records. Das Album 26 Mixes for Cash, eine Zusammenstellung älterer Remixe, erschien 2003 auf Warp und sollte für elf Jahre das letzte bleiben. Zwischenzeitlich wurde daher über eine mögliche Trennung vom Label spekuliert. Ende 2009 bestätigte Warp Records jedoch die Verlängerung des Plattenvertrages mit James.

## Diskografie

### Alben
Als Aphex Twin
- Selected Ambient Works 85–92 (1992, UK: Silber)
- Selected Ambient Works Vol. II (1994)
- …I Care Because You Do (1995)
- Richard D. James Album (1996)
- drukqs (2001)
- Syro (2014)

Als Polygon Window
- Surfing on Sine Waves (1992)

Als Caustic Window
- Caustic Window (1994, 16 unbetitelte Tracks)

Als The Tuss
- Rushup Edge (2007)

### Kompilationen/Remixe
Als Aphex Twin
- On (Remixes) (1993)
- Classics (1995, Zusammenfassung der Xylem Tube EP, Didgeridoo EP, zweier Remixe für Mescalinum United plus „Analogue Bubblebath“ (Analogue Bubblebath 1 EP) und „Metapharstic“)
- Ventolin (Remixes) (1995)
- 51/13 Aphex Singles Collection (1996, Compilation der EPs Ventolin, Ventolin Remixes, On und Donkey Rhubarb)
- 26 Mixes for Cash (2003) (Remixes)

Als AFX
- Hangable Autobulb (2006, Zusammenfassung der „Hangable Auto Bulb“ EPs)
- Chosen Lords (2006, Compilation einiger Stücke der „Analord“ EPs)

Als Caustic Window
- Caustic Window Compilation (1998, re-release der 3 Joyrex EPs)

### EPs
Als Aphex Twin
- Didgeridoo (1992)
- Xylem Tube (1992)
- On (1993)
- Ventolin (1995)
- Donkey Rhubarb (1995)
- Girl/Boy (1996)
- Come to Daddy (1997)
- Analogue Bubblebath 3 (re-release) (1999)
- Windowlicker (1999)
- Analord 10 (2005)
- Computer Controlled Acoustic Instruments pt2 (2015)
- Cheetah (2016)
- Collapse (2018)

Als AFX
- Analogue Bubblebath 1 (1991, re-release 1994)
- Analogue Bubblebath 2 (1991)
- Analogue Bubblebath 3 (1993, re-release als „Analogue Bubblebath 3.1“ 1997, jedoch andere Tracks, und als „Analogue Bubblebath“ 2LP 2002)
- Analogue Bubblebath 4 (1994, re-release 2003)
- Hangable Auto Bulb 1 (1995)
- Hangable Auto Bulb 2 (1995)
- 2 Remixes (2001)
- Smojphace (2003)
- 4 Track EP Split-EP mit LFO (2005)
- Analord 1 (2005)
- Analord 2 (2005)
- Analord 3 (2005)
- Analord 4 (2005)
- Analord 5 (2005)
- Analord 6 (2005)
- Analord 7 (2005)
- Analord 8 (2005)
- Analord 9 (2005)
- Analord 11 (2005)
- Orphaned Deejay Selek 2006-08 (2015)[30]

Als Caustic Window
- Joyrex 4 (1992)
- Joyrex 5 (1992)
- Joyrex 9 (1993)

Als Bradley Strider
- Bradley’s Beat (1991, re-release 1995)
- Bradley’s Robot (1993)

Als Polygon Window
- Quoth (1993)

Als Q-Chastic
- Q-Chastic (1992)

Als Power Pill
- Pac Man (1992)

Als GAK
- GAK 1-4 (1994)

Als The Tuss
- Confederation Trough EP (2007)

## Lieder
- Avril 14th (2001, UK: Silber)

## Musikvideos
- Ageispolis (1992)
- On (1993, Regie: Jarvis Cocker, Martin Wallace)
- Polygon Window (1994, Regie: Phil Wolstenhome)
- Stakker Westworld (1995, Regie: Stakker) (inoffizielles Videoprojekt mit Musik vom Album Selected Ambient Works Vol. II)
- Donkey Rhubarb (1995, Regie: David Slade)
- Ventolin (1995, Regie: Steve Doughton, Gavin Wilson)
- Come to Daddy (1997, Regie: Chris Cunningham)
- Windowlicker (1999, Regie: Chris Cunningham)
- Vordhosbn (2001, Regie: Vincent Bitaud)
- Milkman (2001, Regie: César Ducasse)
- Nannou (2004, Regie: Laurent Brient)
- CIRKLON3 [ Колхозная mix ] (2016, Regie: Ryan Wyer)
- T69 Collapse (2018, Regie: Weirdcore)

Mehrere der oben erwähnten Videos wurden auch auf DVD oder VHS veröffentlicht:
- Come to Viddy (On, Donkey Rhubarb, Come to Daddy), VHS (1997)
- The Work Of Director Chris Cunningham (Come to Daddy, Windowlicker, Monkey Drummer) (2003)
- WarpVision. The Videos 1989–2004 (Windowlicker, On, Come to Daddy, Donkey Rhubarb, Nannou) (2004)
- Chris Cunningham – Rubber Johnny (2005)

### Inoffizielle Veröffentlichungen
Als Aphex Twin
- Words & Music (1994) (Presseveröffentlichung mit Tracks von Selected Ambient Works Vol. II)
- Melodies from Mars (1995) (unveröffentlichtes Album)

Als AFX
- Analogue Bubblebath 5 (1995) (unveröffentlichtes Album mit neun Titeln)
- Remixes Vol.1 (2005) (inoffizielle Vinylversion der ersten Hälfte der „26 Mixes for Cash“)